# Pojoksari (Ambarawa)
Pojoksari is een bestuurslaag in het regentschap Semarang van de provincie Midden-Java, Indonesië. Pojoksari telt 2815 inwoners (volkstelling 2010).